# Нандиграм
Нандиграм (бенг. নন্দীগ্রাম, англ. Nandigram) — город на севере Бангладеш, административный центр одноимённого подокруга. Площадь города равна 2,36 км². По данным переписи 2001 года, в городе проживало 4014 человека, из которых мужчины составляли 55,75 %, женщины — соответственно 44,25 %. Плотность населения равнялась 1701 чел. на 1 км². Уровень грамотности населения составлял 50,6 % (при среднем по Бангладеш показателе 43,1 %). 